# André Falcon
Pour les articles homonymes, voir Falcon.
André Falcon est un acteur français, sociétaire honoraire de la Comédie-Française, né le 28 novembre 1924 à Lyon et mort le 22 juillet 2009 à Paris.

## Biographie

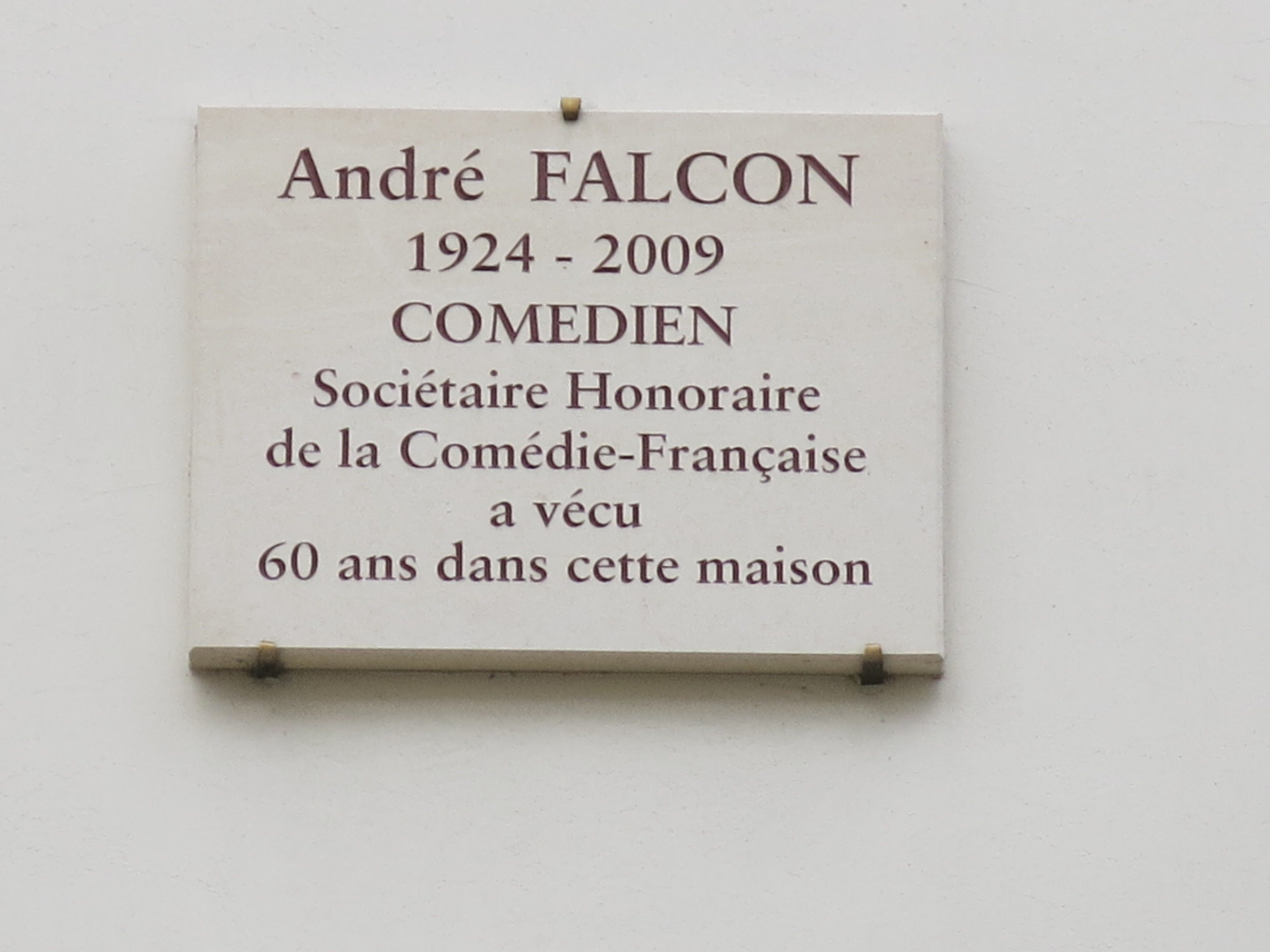
Plaque au no 3 bis de la rue de Vaugirard.

Souhaitant devenir ingénieur électronicien, il entre en 1938 à l'École de La Martinière à Lyon, puis commence à travailler en 1942 à la Compagnie Générale d'Électricité. Passionné de théâtre, il intègre en 1943 le Conservatoire national supérieur d'art dramatique. Il est  au conservatoire l'élève de Georges Le Roy. Il en sort en 1946 en ayant obtenu le premier prix de comédie classique, et entre la même année à la Comédie-Française, dont il ne tardera pas à devenir, à 25 ans, le plus jeune sociétaire.
Lorsqu'il quitte la Comédie-Française en 1967, immédiatement nommé sociétaire honoraire après avoir joué les plus grands rôles du répertoire, il est remarqué par François Truffaut, qui le fait jouer dans Baisers volés. Il tourne ensuite avec Jacques Deray, Claude Lelouch, Henri Verneuil, Costa-Gavras, Claude Chabrol, Claude Sautet, Bertrand Tavernier. Il devient l'un des seconds rôles incontournables du cinéma français des années 70-80. Il joue avec Louis de Funès (Les Aventures de Rabbi Jacob), Alain Delon (Trois hommes à abattre) ou encore Patrick Dewaere (Mille milliards de dollars).
Il se fait connaître aussi à la télévision, où il figure au générique des Rois maudits, des Cinq Dernières Minutes, des Enquêtes du commissaire Maigret, des Brigades du Tigre, de Julien Fontanes, magistrat — avec Jacques Morel dans le rôle-titre et où il interprète le rôle du procureur — et de Messieurs les Jurés. Il joue par la suite dans plusieurs téléfilms de Jean-Daniel Verhaeghe, L'Affaire Seznec et L'Affaire Dreyfus d'Yves Boisset, ainsi que dans la série Chez Maupassant.

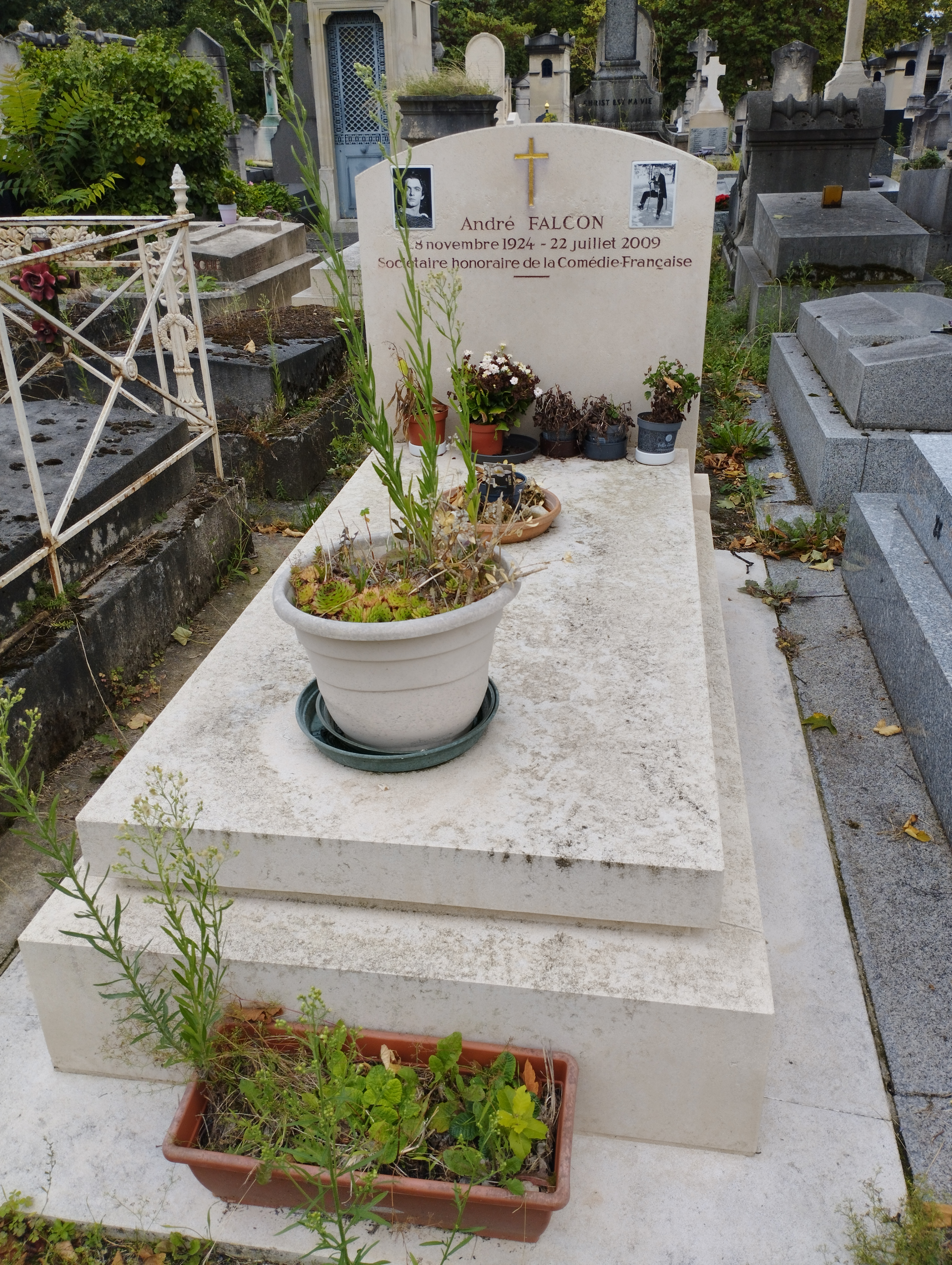
Tombe d'André Falcon au cimetière du Montparnasse (division 8).

Il continue parallèlement de jouer au théâtre. Sa dernière apparition date de 2005, où il incarne le père dans L'Annonce faite à Marie de Claudel dans une mise en scène de Christian Schiaretti au TNP de Villeurbanne.
Sa dernière apparition à la télévision a lieu le 18 mars 2007 sur France 2 dans l'émission Présence Protestante consacrée à la comédienne Gisèle Casadesus et réalisée par Virginie Crespeau.
Il était le meilleur ami de Christian Marin qui l'évoque longuement dans ses mémoires, Mémoires d'un chevalier du ciel. « En 1994; j'eus l'immense bonheur de jouer avec l'un de mes meilleurs amis, André Falcon. Cette pièce se nommait L'Addition. » « Il fut pour moi le plus talentueux des partenaires et le plus délicieux des amis ».
Il vécut pendant soixante ans au no 3 bis rue de Vaugirard (6e arrondissement de Paris). Une plaque lui rend hommage.
Il est inhumé au cimetière du Montparnasse (division 8).

## Théâtre

### Comédie-Française
- 1946 : Rutile dans Bérénice, de Jean Racine, mise en scène Gaston Baty (24 fois, 1946-1947)
- 1947 : L'Amour, dans Psyché, Molière, et Corneille, mise en scène Maurice Escande
- 1947 : Britannicus puis Néron, dans Britannicus de Racine, mise en scène Julien Bertheau
- 1947 : Ismaël dans Athalie de Racine, mise en scène Georges Le Roy
- 1948 : Curiace dans Horace de Corneille, mise en scène Jean Debucourt
- 1948 : Don Pedro dans La Reine morte d'Henry de Montherlant, mise en scène Pierre Dux
- 1948 : Olivier dans Renaud et Armide de Jean Cocteau, mise en scène de l'auteur
- 1949 : L'ange gardien, Le Soulier de satin, Paul Claudel, mise en scène Jean-Louis Barrault
- 1949 : le grand-père, L'Inconnue d'Arras, Armand Salacrou, mise en scène Gaston Baty
- 1949 : Hippolyte, Phèdre de Racine, mise en scène Jean-Louis Barrault
- 1949 : Pacorus, Suréna de Corneille, mise en scène Maurice Escande
- 1949 : Rodrigue, Le Cid de Corneille, mise en scène Julien Bertheau
- 1949 : Alvar, L'Homme de cendres d'André Obey, mise en scène Pierre Dux, au Théâtre de l'Odéon
- 1950 : Attale dans Nicomède de Corneille, mise en scène Jean Yonnel
- 1950 : Florizel, Un conte d'hiver de William Shakespeare, mise en scène Julien Bertheau
- 1951 : Hémon, Antigone de Sophocle, mise en scène Henri Rollan
- 1951 : Cinna, Cinna de Corneille, mise en scène Maurice Escande
- 1951 : Orlando, Comme il vous plaira de William Shakespeare, mise en scène Jacques Charon
- 1952 : Hernani, Hernani de Victor Hugo, mise en scène Henri Rollan
- 1952 : Roméo, Roméo et Juliette de William Shakespeare, mise en scène Julien Bertheau
- 1954 : Dorante, Les Fausses Confidences, Marivaux, mise en scène Maurice Escande
- 1954 : Damis, Tartuffe de Molière, mise en scène Fernand Ledoux
- 1955 : Pacorus, Suréna de Corneille, mise en scène Maurice Escande
- 1955 : Dorante, Le Jeu de l'amour et du hasard de Marivaux, mise en scène Maurice Escande
- 1955 : Jacques Hury, L'Annonce faite à Marie de Paul Claudel, mise en scène Julien Bertheau
- 1957 : Hippolyte dans Phèdre de Racine, mise en scène Maurice Escande
- 1957 : le Comte, La Seconde Surprise de l'amour, Marivaux, mise en scène Hélène Perdrière
- 1958 : Attale, Nicomède de Corneille, mise en scène Jean Yonnel
- 1958 : Damis, Tartuffe de Molière, mise en scène Louis Seigner
- 1959 : Horace, Horace de Corneille, mise en scène Jean Debucourt
- 1960 : Sévère, Polyeucte de Corneille, mise en scène Jean Marchat
- 1960 : Luis Cardona, Le Cardinal d'Espagne d'Henry de Montherlant, mise en scène Jean Mercure
- 1961 : Ruy Blas, Ruy Blas de Victor Hugo, mise en scène Raymond Rouleau
- 1962 : Nicomède, Nicomède de Corneille, mise en scène Jean Yonnel
- 1962 : Titus, Bérénice de Racine, mise en scène Paul-Émile Deiber (40 fois de 1962 à 1966)
- 1963 : Mortimer, Marie Stuart de Friedrich von Schiller, mise en scène Raymond Hermantier, création au mai musical de Bordeaux, puis reprise à la Comédie-Française
- 1964 : Oreste, Andromaque de Racine, mise en scène Pierre Dux
- 1965 : Commandant Max Gilet, La Rabouilleuse d'Émile Fabre d'après Honoré de Balzac, mise en scène Paul-Émile Deiber
- 1965 : Pacorus, Suréna de Corneille, mise en scène Maurice Escande
- 1966 : Alceste, Le Misanthrope, Molière, mise en scène Pierre Dux
- 1966 : Vladimir Dimitrich Nelkine, Le Mariage de Kretchinsky d'Alexandre Soukhovo-Kobyline, mise en scène Nicolas Akimov
- 1989 : Von Mühl, Un bon patriote ? de John Osborne, mise en scène Jean-Paul Lucet, Théâtre national de l'Odéon

### Radio
- 1986  Chloé de  jérôme Touzalin  France Culture.

### Hors Comédie-Française
- 1945 : Lorenzaccio d'Alfred de Musset, mise en scène Gaston Baty, théâtre Montparnasse : Thebaldéo
- 1945 : La Mégère apprivoisée de William Shakespeare, mise en scène Gaston Baty, théâtre Montparnasse
- 1967 : Henri IV de Luigi Pirandello, mise en scène Georges Pitoëff, Théâtre Moderne
- 1968 : Henri IV de Luigi Pirandello, mise en scène Sacha Pitoëff, Théâtre Moderne
- 1968 : Le Cardinal d'Espagne d'Henry de Montherlant, mise en scène Michel Etcheverry, Festival de Bellac
- 1970 : Henri IV de Luigi Pirandello, mise en scène Georges Pitoëff
- 1975 : Ruy Blas de Victor Hugo, mise en scène Jean Meyer, Théâtre des Célestins
- 1977 : Si t'es beau, t'es con de Françoise Dorin, mise en scène Jacques Rosny, Théâtre Hébertot
- 1979 : Le Philanthrope de Christopher Hampton, mise en scène Michel Fagadau, Théâtre Montparnasse
- 1980 : Britannicus de Racine, mise en scène Jean Meyer, Théâtre des Célestins
- 1983 : Mariage de George Bernard Shaw, mise en scène Michel Fagadau, Théâtre de Boulogne-Billancourt
- 1985 : L'Arbre des Tropiques de Mishima, mise en scène Jean-Pierre Granval
- 1986 : Ce sacré bonheur de Jean Cosmos, mise en scène Michel Fagadau, Théâtre Montparnasse
- 1987 : Un Faust irlandais de Lawrence Durrell, mise en scène Jean-Paul Lucet, Théâtre des Célestins
- 1989 : La Trilogie des Coûfontaine : L'Otage de Paul Claudel, mise en scène Jean-Paul Lucet, Théâtre des Célestins
- 1989 : Crime et Châtiment d'après Dostoïevski, mise en scène Paul-Emile Deiber
- 1990 : Roméo et Juliette de William Shakespeare, mise en scène Jean-Paul Lucet
- 1991 : Six personnages en quête d'auteur de Luigi Pirandello, mise en scène Armand Delcampe
- 1992 : La Famille écarlate de Jean-Loup Dabadie, mise en scène Jacques Échantillon
- 1994 : L'Addition de Maurice Horgues, mise en scène Jacques Mauclair
- 1995 : Un inspecteur vous demande de John Boynton Priestley, mise en scène Annick Blancheteau, Théâtre Daunou
- 1996 : La Panne de Friedrich Dürrenmatt, mise en scène Pierre Franck, Théâtre de l'Atelier
- 1997 : La Panne de Friedrich Dürrenmatt, mise en scène Pierre Franck, Théâtre des Célestins
- 1998 : Délicate Balance d'Edward Albee, mise en scène Bernard Murat, Théâtre Antoine
- 2000 : Vol au-dessus d'un nid de coucou (en) de Dale Wasserman (en), mise en scène Thomas Le Douarec, Théâtre de Paris
- 2001 : Transferts de Jean-Pierre About, mise en scène Jean-Claude Idée, Théâtre Montparnasse
- 2001 : Emy's view de David Hare, mise en scène Bernard Murat, Théâtre Hébertot
- 2004 : Le Vent des peupliers de Gérald Sibleyras, mise en scène Jean-Luc Tardieu, tournée
- 2005 : L'Annonce faite à Marie de Paul Claudel, mise en scène Christian Schiaretti, TNP Villeurbanne

## Filmographie

### Cinéma
- 1954 : Le Vicomte de Bragelonne de Fernando Cerchio : Louis XIV
- 1965 : Les Deux Orphelines de Riccardo Freda : le docteur Hébert
- 1966 : Paris brûle-t-il ? de René Clément : un membre du Conseil de la Résistance
- 1967 : Le Grand Dadais de Pierre Granier-Deferre : L'avocat
- 1968 : Baisers volés de François Truffaut : Monsieur Blady
- 1969 : Tout peut arriver de Philippe Labro : Jean, l'automobiliste
- 1970 : L'Aveu, de Costa-Gavras
- 1971 : L'Homme de désir de Dominique Delouche : Le commissaire de police
- 1971 : Un peu de soleil dans l'eau froide de Jacques Deray : Florent
- 1971 : Sans mobile apparent de Philippe Labro : Le sous-préfet
- 1972 : L'aventure c'est l'aventure de Claude Lelouch : L'ambassadeur
- 1972 : Ras le bol de Michel Huisman : Le commandant Stella
- 1972 : État de siège de Costa-Gavras : le député Fabbri
- 1973 : L'Événement le plus important depuis que l'homme a marché sur la Lune de Jacques Demy : Scipion Lemeu
- 1973 : Le Silencieux de Claude Pinoteau : Le commissaire de police
- 1973 : Une journée bien remplie de Jean-Louis Trintignant : M. Patou
- 1973 : Il n'y a pas de fumée sans feu d'André Cayatte : Boussard
- 1973 : Le Serpent de Henri Verneuil : Le diplomate français
- 1973 : La Bonne Année de Claude Lelouch : Le bijoutier
- 1973 : Les Aventures de Rabbi Jacob de Gérard Oury : Le ministre
- 1974 : Nada de Claude Chabrol : Le ministre
- 1974 : Toute une vie de Claude Lelouch : L'avocat
- 1974 : Les Seins de glace de Georges Lautner : le commissaire Eric Carner
- 1974 : Borsalino and Co. de Jacques Deray : le commissaire Cazenave
- 1974 : Seul le vent connaît la réponse (Die Antwort kennt nur der Wind) de Alfred Vohrer : Maître Ribeyrolles
- 1975 : Maître Pygmalion d'Hélène Durand et Jacques Nahum
- 1975 : Le Faux-cul de Roger Hanin : Freaumont
- 1975 : Docteur Françoise Gailland de Jean-Louis Bertuccelli : Jean Rimevale
- 1975 : La Marge de Walerian Borowczyk : Antonin Pons
- 1976 : Le Bon et les Méchants de Claude Lelouch : Le maire
- 1976 : Un tueur, un flic, ainsi soit-il... de Jean-Louis van Belle : Vergerete chef de la police
- 1976 : Madame Claude de Just Jaeckin : Paul
- 1976 : Mado de Claude Sautet : Mathelin
- 1977 : Le Gang de Jacques Deray : Le bijoutier
- 1977 : Le Convoi de la peur de William Friedkin : Guillot
- 1977 : L'Homme pressé d'Édouard Molinaro : Maurice, l'expert
- 1978 : L'Ange gardien de Jacques Fournier : André Roussel
- 1978 : Les Yeux bandés de Carlos Saura : l'avocat
- 1978 : Ne pleure pas de Jacques Ertaud : M. Lafarge
- 1979 : I… comme Icare d'Henri Verneuil : Darsell
- 1980 : Pile ou face de Robert Enrico : Lampertuis
- 1980 : Trois Hommes à abattre de Jacques Deray : Jacques Mouzon
- 1980 : Vivre vite (Deprisa deprisa) de Carlos Saura : le caissier
- 1982 : Mille milliards de dollars d'Henri Verneuil : Pierre Bayen, le rédacteur en chef
- 1986 : 27 Heures  (27 horas) de Montxo Armendáriz : l'oncle de Jon
- 1987 : Duo Solo de Jean-Pierre Delattre : Le père de Marie
- 1995 : Les Histoires du Kronen (Historias del Kronen) de Montxo Armendáriz : le grand-père de Carlos
- 1996 : Capitaine Conan de Bertrand Tavernier : le colonel Voirin
- 1996 : Familia de Fernando León de Aranoa : Martin
- 2004 : Les Parisiens de Claude Lelouch : le joaillier
- 2005 : Le Courage d'aimer de Claude Lelouch : Le directeur de la bijouterie

### Télévision
- 1960 : Le Tartuffe ou l'Imposteur de Claude Dagues : Damis
- 1961 : Polyeucte d'Alain Boudet : Sévère
- 1964 : Le Cardinal d'Espagne de Jean Vernier : Luis Cardona
- 1966 : Les Temps difficiles de Jean Pignol : Maxime
- 1966 : Manon : Le miroir à trois faces de Lazare Iglésis : L'abbé Prévost
- 1967 : série Le Tribunal de l'impossible - Épisode La Bête du Gévaudan d'Yves-André Hubert : Louis Phélypeaux de Saint-Florentin
- 1968 : série En votre âme et conscience - Épisode Les innocents d'Egalgson de Claude Barma : L'avocat de la défense
- 1968 : Au théâtre ce soir : La Part du feu de Louis Ducreux, mise en scène de l'auteur, réalisation Pierre Sabbagh, Théâtre Marigny : André
- 1969 : Marie Waleska d'Henri Spade : Poniatowski
- 1969 : Allô Police  (série télévisée) (épisode Au diable la malice) d'Adonis Kyrou : Roger Parent
- 1969 : La Maison frontière d'Henri Spade : Je
- 1970 : La mort de Danton de Claude Barma : Lacroix
- 1971 : Face aux Lancaster d'Ado Kyrou : le commissaire Lenglen
- 1971 : Le Drame de Vauban de Jean-Marie Coldefy : Louis XIV
- 1971 : François Gaillard ou la Vie des autres : Joseph
- 1972 : Les Mal-aimés de Pierre Viallet: M. de Virelade
- 1972 : L'Inconnue du vol 141 de Louis Grospierre : Docteur Auvernier
- 1972 : Les Rois maudits de Claude Barma : Enguerrand de Marigny
- 1973 : Témoignages, épisode Peter d' Edouard Luntz
- 1973 : L'Amour du métier  d'Yves Laumet (Mini-série) : Ménétier
- 1973 : Les Nouvelles Aventures de Vidocq, épisode Les Bijoux du roi de Marcel Bluwal
- 1974 : Un bon patriote de Gérard Vergez : Le lieutenant-colonel Von Mohl
- 1974 : Eugene Sue : Un dandy à la recherche d'une conviction de Jacques Nahum : Voix
- 1974 : Le Comte Yoster a bien l'honneur de Claude Loursais,  (épisode  La cage aux perroquets) Der Papageienkäfig : Martinsen
- 1974 : Nouvelles d'Henry James de Luc Béraud, épisode Ce que savait Morgan : Mr. Moreen
- 1974 : Les Cinq Dernières Minutes de Claude Loursais, épisode Les griffes de la colombe/Si ce n'est toi : Bracieux
- 1975 : Maigret hésite (Les Enquêtes du commissaire Maigret) de Claude Boissol : Le docteur Germain Parendon
- 1975 : Les Grands Détectives de Jean Herman, épisode : Monsieur Lecoq : Segmuller
- 1975 : Messieurs les Jurés L'Affaire Lambert d'André Michel : l'avocat général
- 1976 : Les Monte-en-l'air de François Martin : Saraton
- 1976 : La Pêche miraculeuse de Pierre Matteuzzi (série télévisée) : Victor Galland
- 1977 : La Foire de Roland Vincent : L'évêque
- 1977 : Faits Divers de François Martin (épisode: Les Naufragés de la neige) : M. Chauvigne
- 1977 : Rendez-vous en noir de Claude Grinberg : Lucien Trincant
- 1977 : Richelieu, le Cardinal de Velours de Jean-Pierre Decourt : Le chancelier de Marillac
- 1977 : Les Femmes du monde de Georges Farrel : Roland Perrier
- 1977 : Un neveu silencieux de Robert Enrico : Louis
- 1978 : Les Brigades du Tigre, épisode Cordialement vôtre de Victor Vicas : Maxime Lauboeuf
- 1978 : Les Bonnes âmes de Georges Farrel : L'abbé Serlin
- 1978 : Les Pieds poussent en Novembre de Pierre Viallet : M. Demonkure
- 1978-1979 : Les Vieux  et les jeunes (I Vecchi e i giovani) de Marco Leto : Voix
- 1979 : Histoires de voyous : Les Marloupins de Michel Berny : Dr. Walsheim
- 1979 : Il était un musicien de Claude Lallemand (série télévisée) (épisode : Monsieur Albeniz) : Albeniz
- 1979 : Les Yeux bleus de François Dupont-Midy (série télévisée) (épisode : Arnaud Lescure) : Arnaud Lescure
- 1979 : Le Journal de Philippe Lefebvre : Emmanuel Bonvoisin
- 1979 : Ne Rien savoir de Georges Farrel : Le commissaire Durieux
- 1980-1989 : Julien Fontanes, magistrat (série télévisée) : Le Cardonnois
- 1980 : Petit déjeuner compris de Michel Berny ( série télévisée) : Gaston Marjac
- 1980 : Le Mandarin de Patrick Jamain : Volclair
- 1980 : Le carton rouge d' Alain Quercy : Vatel
- 1980 : Les Enquêtes du commissaire Maigret, épisode : Maigret et l'ambassadeur de Stéphane Bertin : Alain Mazeron
- 1980 : À une voix près... ou La naissance de la IIIe république d'Alexandre Astruc : Adophe Thiers
- 1981 : Jupiter 81 de Maurice Frydland : Frantucci
- 1981 : Les Cinq Dernières Minutes d'Éric Le Hung, épisode Le Retour des coulons : Le docteur Coussac
- 1981 : Le Bouffon de Guy Jorré : Le factotum
- 1981 : Dickie-Roi de Guy Lefranc : Simon Véry
- 1981 : Arcole ou la terre promise de Marcel Moussy : Pierre Bonaparte
- 1981 : Aide-toi de Jean Cosmos : Charles
- 1981 : Les Invités de Roger Pigaut : Me Bardoux
- 1982 : Mozart de Marcel Bluwal
- 1982 : Le Secret des Andrônes de Sam Itzkovitch : Benjamin Tournatoire
- 1982 : La Marseillaise de Michel Berny : Me Trochu
- 1982-1983 : Les Poneys sauvages (Série télévisée) de Robert Mazoyer
- 1983 : Le Crime de Pierre Lacaze de Jean Delannoy : Me Massot
- 1983 : Credo de Jacques Rouffio : Le professeur Antonin
- 1983 : La Veuve rouge d'Édouard Molinaro : Le président des Assises
- 1983 : Tante Blandine de Guy Jorré : Larose
- 1983 : Le Général a disparu de Yves-André Hubert : Georges Pompidou
- 1983 : Thérèse Humbert de Marcel Bluwal : Un créancier
- 1984 : Les Amours des années 50 :Les Cinq doigts de la main de Catherine Roche
- 1985 : La politique est un métier de Maurice Frydland : Verger
- 1985 : Stradivarius de Jacques Kirsner : Philippe Leroy-Chamfort
- 1986 : Le Rire de Caïn de Marcel Moussy (série télévisée) (épisode: Rebecca) : Arnold Bussonnier
- 1989 : L'Agence (série télévisée)
- 1989 : Juliette en toutes lettres de Gérard Marx (épisode : Adieu Marguerite : Monsieur Paul
- 1990 : L'Annonce de Stéphane Bertin : Jacques / Christophe
- 1990 : Mes coquins de Jean-Daniel Verhaeghe : Groseiller
- 1992 : L'Interdiction de Jean-Daniel Verhaeghe : Desroches
- 1993 : L'Affaire Seznec d'Yves Boisset : Le directeur du pénitencier
- 1993 : Puissance 4 de Maurice Frydland (série télévisée) (Chiens écrasés) : Suchord
- 1993 : Assedicquemet vôtre de Maurice Frydland : Antoine
- 1995 : Quatre pour un loyer de Georges Barrier (série télévisée)
- 1995 : L'Affaire Dreyfus d'Yves Boisset : Jean Sandherr
- 1999 : PJ, épisode Tango : M. Bramuz
- 1999 : Les Cordier, juge et flic, épisode L'honneur d'un homme : Monsieur Beaulieu
- 2000 : Vol au-dessus d'un nid de coucou de Jean-Paul Jaud : Docteur Spivey
- 2002 : Nestor Burma, épisode Mignonne, allons voir si la chose : Jean-Noël Talbert
- 2005 : Jaurès, naissance d'un géant de Jean-Daniel Verhaeghe : Jules Ferry
- 2005 : La Femme Coquelicot de Jérôme Foulon
- 2007 : Ce Cochon de Morin (Chez Maupassant) de Laurent Heynemann : Le procureur
- 2007 : Le Clan Pasquier de Jean-Daniel Verhaeghe (épisode : Un si bel héritage) : M. Courtois
- 2007 :  Présence Protestante : Gisèle Casadessus ou le jeu de l'amour et du théâtre de Virginie Crespeau (documentaire) [10]

## Doublage

### Cinéma
- Rock Hudson dans :
  - Le Secret magnifique (1954) : Bob Merrick
  - Capitaine Mystère (1955) : Michael Martin
  - Tout ce que le ciel permet (1955) : Ron Kirby
  - Écrit sur du vent (1956) : Mitch Wayne
  - Ne dites jamais adieu (1956) : Dr Michael Parker
  - La Ronde de l'aube (1958) : Burke Devlin
  - Cette terre qui est mienne (1959) : John Rambeau
  - Confidences sur l'oreiller (1959) : Brad Allen
  - Ne m'envoyez pas de fleurs (1964) : George Pommerton Kimball
- Richard Burton dans :
  - Ma cousine Rachel (1952) : Philip Ashley
  - La Tunique (1953) : tribun Marcellus Gallio
  - Les Rats du désert (1953) : Capitaine Tammy MacRoberts
  - Zoulou (1964) : le narrateur
  - Becket (1964) : Thomas Becket
  - L'Espion qui venait du froid (1965) : Alec Leamas
  - Equus (1977) : Martin Dysart
  - 1984 (1984) : O'Brien
- Marlon Brando dans : 
  - Jules César (1953) : Marc Antoine
  - Désirée (1954) : Napoléon Bonaparte
- Donald Sutherland dans :
  - The Disappearance (1977) : Jay Mallory
  - Haute Trahison (1997) : Jacob Conrad
- 1948 : Ils étaient tous mes fils : Chris (Burt Lancaster)
- 1952 : Moulin Rouge : Marcel de Lavoisier (Peter Cushing)
- 1953 : Lucrèce Borgia : Alphonse Aragon (Massimo Serato)
- 1953 : Le Gentilhomme de la Louisiane : Laurent Dureau (John Baer)
- 1956 : Planète interdite : Commandant John J. Adams (Leslie Nielsen)
- 1956 : Alexandre le Grand : Cleitus (Gustavo Rojo)
- 1958 : Chef de réseau : le lieutenant puis capitaine Reinish (Erik Schumann)
- 1959 : La Vengeance du Sarrasin : Diego (Massimo Serato)
- 1966 : La Femme reptile : Harry George Spalding (Ray Barrett)
- 1966 : Raspoutine, le moine fou : Peter Vasilievich (Dinsdale Landen)
- 1973 : Complot à Dallas : Paulitz (Gilbert Green)
- 1973 : Les Dix Derniers Jours d'Hitler : Martin Bormann (Mark Kingston)
- 1974 : Crime à distance : Albert Parsons (Harry Andrews)
- 1974 : Contre une poignée de diamants : le commissaire-priseur[Qui ?]
- 1975 : Yakuza : Oliver Wheat (Herb Edelman)
- 1977 : MacArthur, le général rebelle : William Averell Harriman (Art Fleming)
- 1977 : Black Sunday de John Frankenheimer : Alan Pugh (William Daniels)
- 1987 : Over the Top : Le Bras de fer : Jason Cutler (Robert Loggia)
- 1988 : Une autre femme : Sam (Philip Bosco)
- 1989 : M.A.L., mutant aquatique en liberté : Dr John Van Gelder (Marius Weyers)
- 1994 : L'Affaire Pélican : le président des États-Unis (Robert Culp)
- 1995 : Nixon : Richard Nixon (Anthony Hopkins)
- 1995 : Braveheart : le père de Robert Le Bruce (Ian Bannen)

### Télévision
- 1974 : Columbo : Tommy Brown (Johnny Cash) - Saison 3, épisode 7 Le Chant du cygne
- 1995 : Joseph : Jacob (Martin Landau)

## Enregistrements
- Le Roi David, de Arthur Honegger
- Le Martyre de Saint-Sébastien, de Claude Debussy
- Thomas l'Imposteur, de Jean Cocteau
- Chloé, de Jérôme Touzalin